# ウオトリシキブ
ウオトリシキブ（学名: Callicarpa candicans）は、シソ科ムラサキシキブ属の被子植物である。中国、インド、東南アジア、オーストラリア原産。
強力な殺魚活性がある。カロリン諸島のパラオ諸島では魚毒漁に使用され、「パラオのダイナマイト」と呼ばれていた。主要な活性成分はアビエタンジテルペノイドの一種であり、カリカーポン（callicarpone）と命名された。
複数の種内分類群が認められている。
- Callicarpa candicans var. candicans (Burm.f.) Hochr.
- Callicarpa candicans f. glabriuscula (H.J.Lam) Fosberg
- Callicarpa candicans var. integrifolia (H.J.Lam) Fosberg
- Callicarpa candicans var. paucinervia (Merr.) Fosberg
- Callicarpa candicans var. ponapensis Fosberg